# Hodh El Gharbi
Hodh El Gharbi (arabisk: ولاية الحوض الغربي) er en region beliggende i den sydlige del af Mauretanien, og grænser mod syd til Mali. Hovedbyen i regionen er Aioun Al Atrouss. Hodh El Gharbi består af fire departemnter (moughataa).
| Departementer ("moughataa")  | Indbyggertal (2000) | Kommuner (hovedstaden øverst) |
| ---------------------------- | ------------------- | --- |
| Aioun Al Atrouss             | 46.273              | - Aioun Al Atrouss - N'Savenni, 5 365 indbyggere - Doueirare, 8 119 indbyggere - Ten Hamadi, 2 264 indbyggere - Beneamane, 4 605 indbyggere - Egjert, 6 914 indbyggere - Oum Lahyad, 7.139 indbyggere                         |
| Koubenni                     | 71.440              | - Koubenni - Hassi Ehl Ahmed Bechne, 12.100 indbyggere - Timzine, 13.136 indbyggere - Ghlig Ehl Beye, 8.798 indbyggere - Gougui Ehl Zemal, 8.978 indbyggere - Mobidougou, 12.677 indbyggere - Voulaniya, 9.460 indbyggere     |
| Tamchaket (eller Tamchekett) | 30.760              | - Tamchaket - Mabrouk, 2.623 indbyggere - Radhi, 7.937 indbyggere - Guetae Teidoume, 7.724 indbyggere - Sava, 10.561 indbyggere                                                                                               |
| Tintane                      | 63.683              | - Tintane - Hassi Abdallah, 3.210 indbyggere - Aweinatt Thall, 9.114 indbyggere - Touil, 7.851 indbyggere - Lehreijat, 8.466 indbyggere - Ain Farba, 7.677 indbyggere - Egharghar, 8.820 indbyggere - Devaa, 8.607 indbyggere |

## Eksterne kilder og henvisninger
- Statistik

16°0′N 9°0′V / 16.000°N 9.000°V
|  | Infoboks uden skabelon Denne artikel har en infoboks dannet af en tabel eller tilsvarende. |